# رافائل دل پینو کالوو-سوتلو
رافائل دل پینو کالوو-سوتلو (انگلیسی: Rafael del Pino Calvo-Sotelo؛ زادهٔ ۱۴ ژوئیه ۱۹۵۸) کارآفرین و سرمایه‌دار اهل اسپانیا است.